# Moral und Hypermoral
Moral und Hypermoral ist ein 1969 veröffentlichtes Werk des Philosophen Arnold Gehlen. Gehlen deutet mit dem Titel auf eine zweifache Aufgabenstellung hin. Er begründet erstens eine pluralistische Ethik und setzt sich zweitens zeitkritisch mit gesellschaftlichen Tendenzen der Gegenwart auseinander, die er als hypermoralisch bezeichnet.

## Inhalt
Gehlen unterscheidet vier Ethosformen: 1. Das Prinzip der Gegenseitigkeit. 2. Instinktive Regulationen, die verhaltensphysiologisch zu erfassen sind. 3. Das familienbezogene ethische Verhalten inklusive ableitbarer Erweiterungen bis zum Humanitarismus. 4. Das Ethos der Institutionen.
Gehlen räumt ein, dass er ein schematisches Verfahren nutzt; dieses sei allerdings wegen der Genauigkeit der Analyse notwendig.
Mit der Unterteilung in mehrere Formen setzt sich Gehlen von der Vorstellung ab, moralisches Verhalten auf nur ein Prinzip zurückführen zu können und entwirft damit eine pluralistische Ethik:
„Es ergibt sich die Vermutung, daß im Menschen eine Mehrheit moralischer Instanzen angelegt ist, über deren Entfaltung nach naheliegender Annahme die Summe der je vorhandenen objektiven Umstände entscheidet. Damit widersprechen wir der abstrakten Ethik der Aufklärung, etwa dem Worte Voltaires (...) ‚Es gibt nur eine Moral, wie es nur eine Geometrie gibt.‘ Es kann vielmehr sehr wohl mehrere voneinander unabhängige letzte Wurzeln ethischen Verhaltens geben.“
Die Wirksamkeit einer dieser vier Ethosformen ist für Gehlen an die Herrschaft einer Elite gebunden. Da es diese in der Gegenwart nicht mehr gebe, sei von einem Pluralismus auszugehen.
1. Gehlen begründet das Prinzip der Gegenseitigkeit mit sozialanthropologischen Studien von Claude Lévi-Strauss und anderen Autoren, welche die interkulturell wirksamen Gegenseitigkeitsstrukturen herausarbeiten. Gehlen interpretiert diese indes als Instinkte, denen das eigentlich verpflichtende Moment zuzuschreiben sei.[1]
2. Um die physiologischen Tugenden der sozialen Regulation darzustellen, bezieht Gehlen sich auf Ergebnisse des Verhaltensforschers Konrad Lorenz. Dieser hatte Schutz- und Pflegereaktionen gegenüber kleinen Kindern herausgearbeitet, die durch ihre weichen und niedlichen Formen ausgelöst würden. Hierbei handele es sich um Reaktionen anschaulicher Nähe: Die zuverlässigsten Sozialregulationen bewegen sich „innerhalb des Radius unserer Sinne.“[5] Im weiteren Verlauf erörtert er, wie und unter welchen Bedingungen sich diese Verpflichtungsgefühle erweitern können und betont die Weltoffenheit der Sozialregulationen; sie seien erweiterbar und neigten zur Überdehnung. Die bereits in seiner anthropologischen Studie Der Mensch formulierte Weltoffenheit des Mängelwesens Mensch könne zu einer Instinkt-Verunsicherung führen. Gehlen bezieht sich erneut auf Konrad Lorenz: Die abstrakten Prinzipien, welche die ethischen Impulse über das anschaulich Präsente hinausnötigen und Gefühle auch an unsichtbare Partner anknüpfen, führen ebenso zu einer Erweiterung der Verpflichtungsgefühle wie die sozialen Imperative. Der Impuls der Nächstenhilfe verlaufe innerlich und ohne das Bewusstsein eines Sollens. Die Mitleidsreaktion auf physisches Elend könne politisch ausgewertet werden und Mittel des gewaltfreien Aufstands sein. Gehlen bezieht sich hierbei ausdrücklich auf Martin Luther King und Mahatma Gandhi.
3. Für das dritte Prinzip ist die Familie oder die Sippe der Anknüpfungspunkt. Die sympathisierenden Impulse werden zu einem Solidaritätskomplex der Gemeinschaft. Reichen die ethischen Antriebe nun über diesen Bereich hinaus, wird der Verpflichtungsgehalt auf jeden beliebigen anderen Menschen ausgedehnt. Bei dieser Beschreibung setzt bereits die Kritik Gehlens an, der die zur ethischen Pflicht gemachte Menschenliebe als übertriebene Form des Humanitarismus bezeichnet.[6] Das naturhafte Ethos der Macht sei mit dem Humanitarismus nicht verschwunden.
4. Institutionenethos. Das Leben des Menschen wird nach Gehlen in Ordnungen und Regeln stabilisiert, die „wie von selbst gerinnen, und deren Steuerungs-Mechanismus man im instinktnahen Bereich zu suchen hat.“[7] Gehlen bezieht sich erneut auf die Verhaltensforschung, welche bei Tieren und Menschen Faktoren kennt, die Ordnung und Regulation bewirken und individuelle Aggressionen neutralisieren, indem eine Rangordnung akzeptiert wird. Institutionen dienten der Verhaltenssicherheit des Menschen, der im Gegensatz zum Tier in keinem durch die Umwelt stabilisierten Gefüge lebe, welches dessen Erlebniswelt bestimme. „Das Institutions-Ethos des Staates vermag Aggressionen zu bändigen, ja zu verwerten.“[8] Institutionen haben einen anthropologisch fundierten, normativen Charakter, einen Status nichthinterfragbarer Gültigkeit. Wie in der Staatsphilosophie von Thomas Hobbes erhalten sie ihre Legitimität durch den funktionalen Erfolg. Von dieser Prämisse ausgehend, lassen sich Konflikte mit Aufklärungsbestrebungen verstehen, da diese die Treuepflicht und Institutionenbindung kritisch reflektieren. Aus diesem Gegensatz erklärt sich ein Teil der Polemik Gehlens gegen die Intellektuellen.[9]

## Humanitarismus
Gehlen wendet sich kritisch gegen den von ihm beschriebenen Humanitarismus, den er als eine zur ethischen Pflicht gemachte Menschenliebe charakterisiert. Wenn der Humanitarismus über dem Ethos der Institutionen stehe, würden gesellschaftliche Gegensätze nicht mehr in geregelter Form ausgetragen, wodurch sich Aggressionen breitmachten und die Macht sich als Recht des Stärkeren durchsetze.
Der Humanitarismus wird mit der Überdehnung des Familienethos erklärt. Er verbinde sich mit einem übersteigerten Subjektivismus, der letztlich handlungslos bleibe, da die entlastende Funktion der Institution fortfalle.
Wegen seiner Instinktarmut und physiologischen Unsicherheit brauche der Mensch feste Handlungsmuster. Diese würden der Sicherheit und Orientierung dienen und sein Überleben gewährleisten. Die Institutionen sind für Gehlen Ausdruck notwendiger, der Entlastung dienender Handlungsstrukturen und Bewältigungsformen und erhalten somit einen eigenen Sollensanspruch.
Das Entstehen des Humanitarismus lasse sich bereits in der Spätantike beobachten. Nach den vielen grausamen Kämpfen, dem Aufstieg und Verfall neuer Reiche und den wechselseitigen Massentötungen habe sich im 4. Jahrhundert v. Chr. eine Friedenssehnsucht ausgebreitet. Das Alexanderreich habe eine Angleichung von Hellenen und Barbaren angestrebt; den neuen Königen und Herrschern sei eine apolitische, pazifistische und „überall kursfähige Ideologie“ genehm gewesen. Dieser Vorgang habe sich später im Römischen Reich wiederholt, als die Stoa Einfluss auf die politische Führung mit der Zielsetzung nahm, das „Licht der hellenistischen Zivilisation über die ganze Erde zu verbreiten.“
Nach Ansicht Gehlens wurde in dieser Zeit die Kriegsführung humaner, Massaker und Städtezerstörungen waren seltener, und Gefangene wurden ohne Lösegeld freigelassen. Im Einflussbereich der hellenistischen Kultur, später des römischen Reiches hielt sich das Ideal der Menschenfreundlichkeit als öffentliche Meinung, philanthropische Tendenzen breiteten sich aus, um Leben und Ehre der Sklaven zu schützen; der Staat begann, sich sozial zu betätigen.

## Moralhypertrophie
Wo das humanitäre Ethos sich mit dem eudaimonistischen Ethos des allgemeinen Wohlergehens verbinde, wie es seit der Aufklärung geschehe, komme es zu einer Hypertrophie der Moralität, denn das Ethos habe sich von seinem natürlichen Boden gelöst und würde den wirklichen Anlagen des Menschen nicht gerecht. Die Hypertrophie sei ein Resultat der erweiterten physiologischen Tugenden zum Masseneudämonismus. Auf der anderen Seite würden die Institutionen zu Wohlstandsapparaten degradiert. Die eigentliche Aufgabe des Staates, das Gemeinwesen zu sichern, werde nicht erfüllt. Die so kritisierten Formen hypertropher privater und pazifistischer Einstellungen verdrängten letztlich die politische Tugend des Institutionenethos. Die übergeordnete Sinneinheit bestehe am Ende nur noch in den privatisierten Interessen, der Privatsubjektivität. „Da die Menschheit nichts Größeres mehr außer sich sieht, muß sie sich selbst umarmen und ihr immer schon wahnhaftes Glücksverlangen von sich selber erwarten.“
Nach dem Verfall der Religion und des Staatsethos, nach dem Ersatz Gottes durch die Geschichte liegen die Forderungen der Menschheit als ein schweres Gewicht auf der Seele des einzelnen Menschen, der sich alles zurechnet, was in der Welt passiert, ohne dass er es deutlich erkennen könnte. Während die Alten sich noch mit dem Walten der Zufallsgöttin Tyche, die Christen mit dem Ratschluss Gottes entschuldigen konnten, gebe es heute keine Entlastungen mehr.
Da die Moral kein Vakuum dulde, fühle man sich mitschuldig an geschehenen Untaten, nicht nur haftbar.
Es sei jedoch nicht notwendig, „am Kulte der Menschheit unter dem Namen Humanitarismus teilzunehmen.“ Dies sei nur der übersteigerte Anspruch der innerlich wirkenden Moralhypertrophie.
Das Zusammenspiel von Humanitarismus und Moralhypertrophie führt nach Gehlen zu bedenklichen gesellschaftlichen Konsequenzen. Die Individuen sind auf Privatinteressen zurückgefallen und finden dort „Wohlstandsdenken und Feminismus, die mit der Moral des Humanitarismus sogar ursprungsidentisch sind.“
Der Masseneudämonismus führe zur unbegrenzten Bejahung des Vorhandenen. Gesetzesübertretungen und Verbrechen würden so in das Vorhandene „hineinräsoniert“, indem man sie zur Randerscheinung erkläre und die Strafe auf Bewährung aussetze. Auf diese Weise werde der Gesellschaft, der Krankheit oder einer ungehegten Kindheit die Schuld zugeschoben.
In Kunst und Literatur sei das Daseinsrecht des Vorhandenen akzeptiert, und Kritiker würden sich hüten, gegen die Entwicklung der bildenden Kunst in Farce und Gag zu protestieren. „Diesen Ethos der Akzeptanz kassenmäßig zu machen, war eine bedeutende Entdeckung, und seither erlaubt das Wort Fortschritt die gerade, die kürzeste Verbindung zwischen dem moralisierenden Argument und der eigenen Tasche […] denn das Publikum hat die Pflicht zu akzeptieren.“

## Gehlens Intellektuellenkritik
Gehlen kritisiert in bisweilen polemischer Form die in unterschiedlichen Epochen wirkenden Intellektuellen, deren gesinnungsethische Ansprüche nicht einlösbar und verantwortlich überprüfbar seien und denen es an Realitätsbezug mangele. Sie seien Propagandisten des Humanitarismus. Die Moralhypertrophie sei die Herrschaftsideologie der „Mundwerksburschen“, die sich so „für den ihnen fehlenden Zugang zu den Sachen durch Humanitarismus schadlos halten.“
Er sprach der Publizistik zudem das Recht ab, ihre aus der „Intellektuellenmoral“ folgenden Äußerungen als Wahrheiten auszugeben; letztlich würden sie nur gruppenspezifische Interessen ausdrücken.

## Rezeption
Mit der Rezeption des Buches zerbrach eine 40-jährige Freundschaft zwischen Gehlen und seinem Schüler Helmut Schelsky. In Schelskys Soziologie war Gehlens Institutionenlehre ein zentrales Element. Im Gegensatz zu Gehlen, der Institutionen eher statisch betrachtete, entwickelte er eine dynamische Institutionenlehre, nach der sich bestehende Institutionen ändern können und neue dazu kommen können. Von Moral und Hypermoral war Schelsky enttäuscht und entsetzt. Er bestritt das Vorhandensein eines allgemeinen „Institutionenethos“ und warf Gehlen vor, keine wissenschaftliche Analyse, sondern eine Herrschaftsphilosophie für die Starken und Eroberer geliefert zu haben. Machtverklärung aber könne sich ein westdeutscher Professor 25 Jahre nach dem Ende des Nationalsozialismus nicht leisten. Gehlen habe mit dem Buch einen politisch realistischen Konservatismus, der auf Ordnung, Rechtsstrenge und Würde beruhte, in Misskredit gebracht.
Damit hatte sich Schelsky teilweise den Einwänden von Jürgen Habermas angeschlossen, der im April 1970 im Merkur eine ausführliche Kritik an Moral und Hypermoral formuliert hatte. Habermas urteilt sehr scharf, dass Gehlens Buch zwar „respektable Lebensweisheiten und theoretisch interessante Annahmen“ enthalte, diese würden jedoch verknüpft mit „dem politischen Stammtisch eines aus dem Tritt geratenen Rechtsintellektuellen, der den lebensgeschichtlichen Aporien seiner Rolle nicht mehr gewachsen ist“.
Schelskys Kritik wertete Gehlen als persönlichen Verrat und beendete die Freundschaft. Zur Versöhnung kam es auch nicht, als Schelsky wenige Jahre später mit „Die Arbeit tun die anderen. Klassenkampf und Priesterherrschaft der Intellektuellen“ und anderen Schriften ähnlich aggressive Zeitgeistkritik übte. Habermas hatte Gehlens Begeisterung für das „Institutionenethos“ im Merkur-Artikel als absichtsvollen Rückschritt in der Humanität bezeichnet und meinte zudem, Revolutionen von rechts seien illusionär. Er postulierte: Humanität sei die Kühnheit, die uns am Ende übrig bleibt.
Von konservativer Seite, wie etwa Odo Marquard wurde das Buch wohlwollend aufgenommen. Aktuell erlebt es eine Neurezeption. Der auf Gehlens Buch zurückgehende Begriff „Hypermoral“ gehört inzwischen zum Vokabular der „Neuesten Rechten“. Der Journalist Alexander Grau bezieht sich mit seinem Essay Hypermoral. Die neue Lust an der Empörung ebenfalls auf Gehlens Schrift. Eine den Anschluss an den aktuellen Staatsdiskurs suchende Lesart präsentiert der Aufsatz Im Herzen der Macht. Zur Staatsethik Arnold Gehlens von Christine Magerski.